# Дикі шершні
«Дикі Шершні», (англ. Wild Hornets) — українська MilTech компанія, також назва бойових FPV-дронів виробництва цієї компанії, також українська неприбуткова благодійна організація, яка займається виробництвом та інноваційними розробками зазначених дронів для потреб ЗСУ.

## Історія
Перші зразки дронів були створені українськими інженерами організації в тісній співпраці з елітним протитанковим підрозділом Окремої президентської бригади навесні 2023 року. Відтоді «Дикі Шершні» допомогли революціонізувати війну та відіграли вирішальну роль у багатьох великих битвах, за що наші пілоти отримали багато високих військових нагород.
Станом на липень 2024 року виготовили та передали українським військовим понад 14 000 безпілотників FPV (7-, 8-, 10- та 15-дюймових розмірів).
В 2023 році організація працювала над збільшенням швидкості дронів для збиття ворожих дронів типу «Shahed-136», тестові зразки здатні розвивати швидкість до 325 км/год на коротких дистанціях.
У січні 2025 5-й Президент України Петро Порошенко передав одному із зенітно-ракетних полків, що бере участь у бойових діях на Покровському напрямку, 200 дронів, здатних перевозити до 3 кг вибухівки. Дрони оснащені автоматичним наведенням, системою захоплення цілі, рухомими камерами і здатні розвивати швидкість до 180 км/год.

## Ефективність
Станом на початок січня 2025 FPV-дрони «Дикі Шершні» завдали значних втрат ворожій техніці, зокрема танкам і броньованим цілям. Загальна сума збитків, завданих противнику завдяки цим дронам, перевищила 1,3 мільярда доларів США, повідомляють ЗМІ. Зокрема, було уражено 135 танків, 169 бронемашин, 116 артилерійських систем і РСЗВ, 405 транспортних засобів, складів з боєприпасами й спеціальним обладнанням, 310 дронів, а також 663 окупантів і їхні позиції.
Це означає, що «віддача» від пожертв становить приблизно 160 до 1. Іншими словами, кожен пожертвуваний 1 долар знищив або пошкодив 160 доларів ворога.